# Srećko Bezić
Srećko Bezić (Grohote, 1922.), hrvatski katolički svećenik, crkveni dužnosnik, vjerski pisac

## Životopis
Rođen je 1922. go dine u Grohotama na otoku Šolti. Bogoslovne studije započeo je u Đakovu, nastavio u Zadru, a završio u Splitu. Za svećenika je zaređen 1945. godine. Tijekom svog dugogodišnjeg svećeničkog djelovanja obavljao je niz pastoralnih službi u različitim mjestima Splitsko-makarske nadbiskupije. Jedno vrijeme je bio tajnik nadbiskupije, a posljednjih godina, do umirovljenja, bio je prvi predstojnik Katehetskog ureda Splitsko-makarske nadbiskupije. Autor je nekoliko knjiga (Sigurni koraci za Kristom -  pet različitih načina pobožnosti križnog puta: biblijski, pape Ivana Pavla II., meditativni, scenski te recitativno-pjevani), a počesto se svojim prilozima javljao u medijima, ustrajno braneći kršćanske stavove i vrijednosti.